# Monuments historiques de l'ancienne Nara
Les monuments historiques de l'ancienne Nara ont été inscrits au patrimoine mondial de l'humanité en 1998. Nara, à 42 km au sud de Kyōto, fut la capitale du Japon sous le nom de Heijō-kyō de 710 à 784, c'est-à-dire durant l'époque de Nara.

## Liste des sites
Tous les sites se situent dans la ville de Nara, dans huit emplacements distincts : 
- cinq temples bouddhistes (les quatre premiers faisant partie des Nanto Shichidai-ji) :
  - Tōdai-ji (zone centrale : 69 ha ; zone tampon : 1 312 ha) ;
  - Kōfuku-ji (12,4 ha) ;
  - Gangō-ji (0,8 ha) ;
  - Yakushi-ji (zone centrale : 5 ha ; zone tampon : 186 ha) ;
  - Tōshōdai-ji (9,1 ha) ;
- un sanctuaire shinto, le Kasuga-taisha (93 ha) ;
- la forêt primitive de Kasugayama (298 ha) ;
- le site archéologique du palais Heijō (zone centrale : 129 ha ; zone tampon : 465 ha).

## Galerie de photos

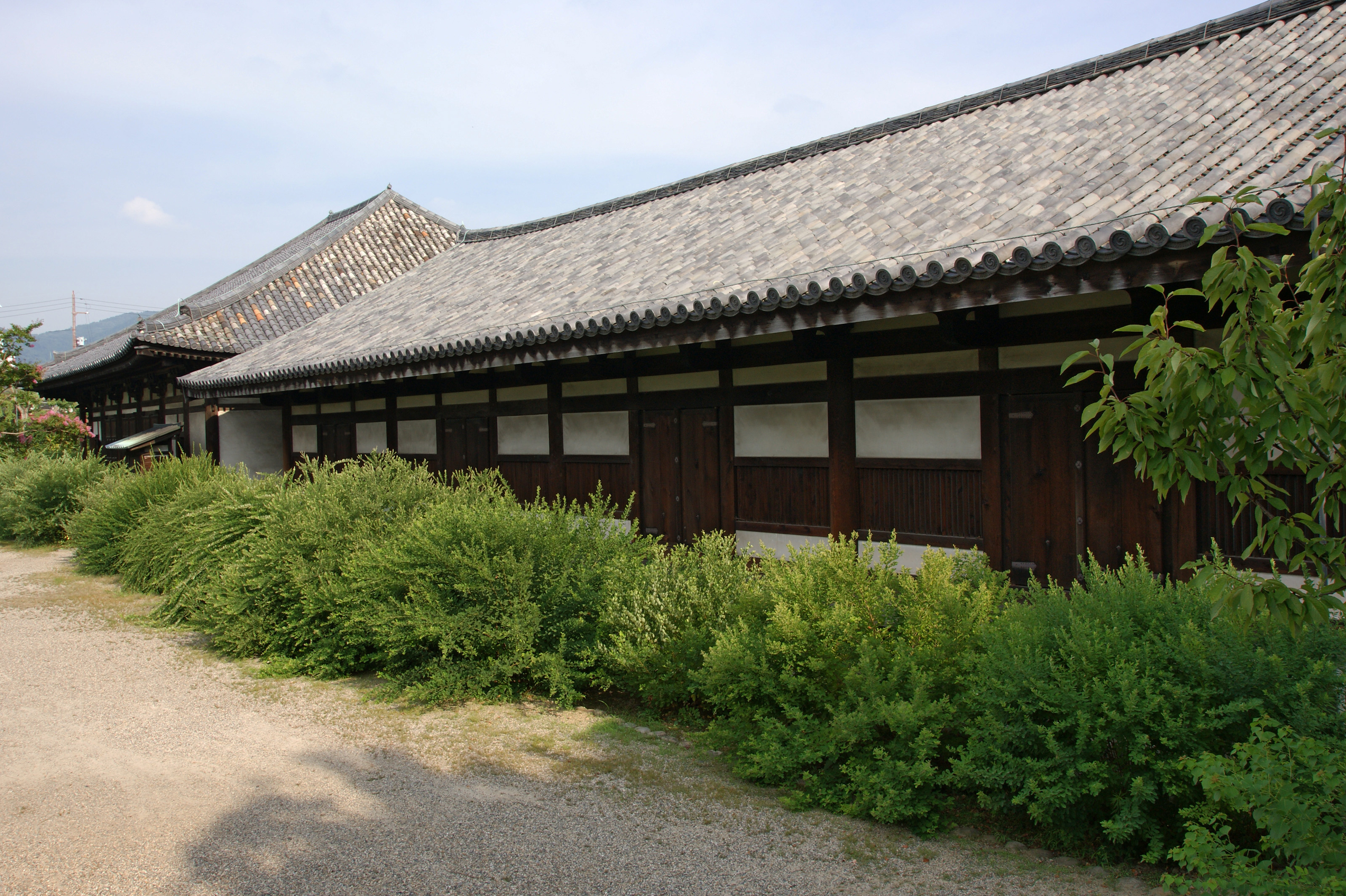
Gangō-ji.
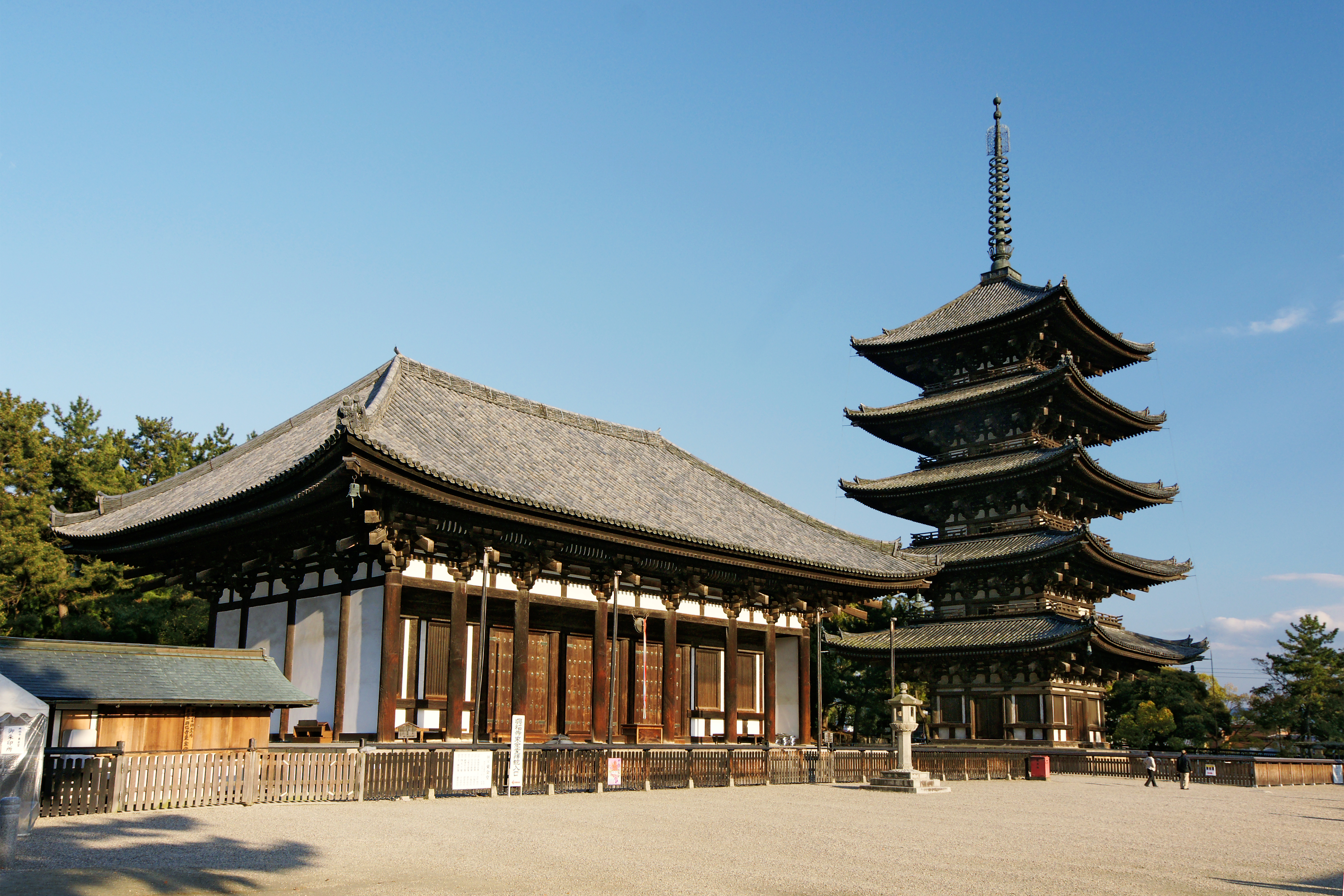
Kōfuku-ji.
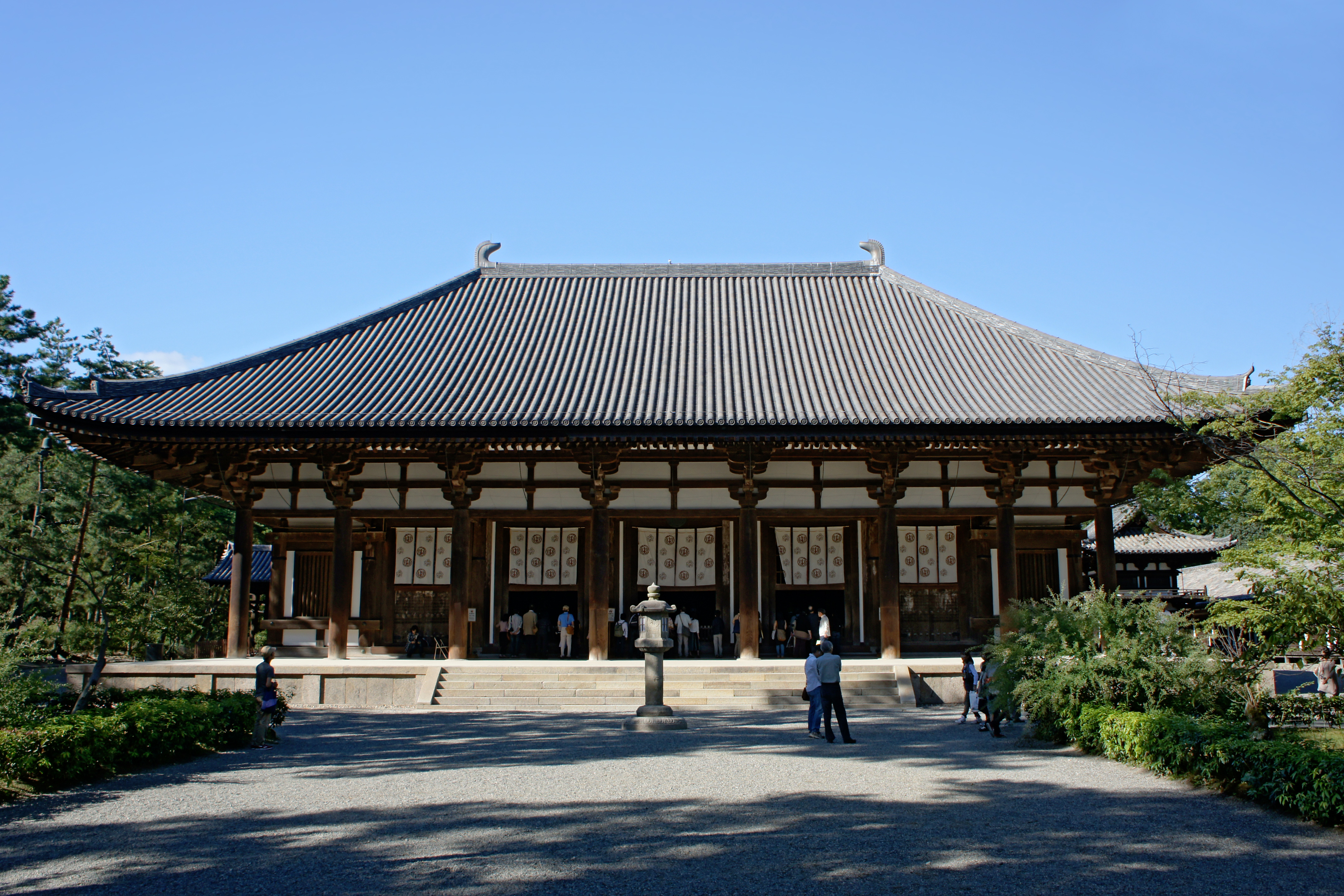
Tōshōdai-ji.